# Trichocentrum brandtiae
Trichocentrum brandtiae är en orkidéart som beskrevs av Friedrich Fritz Wilhelm Ludwig Kraenzlin. Trichocentrum brandtiae ingår i släktet Trichocentrum och familjen orkidéer.
Artens utbredningsområde är Colombia. Inga underarter finns listade i Catalogue of Life.